# Farah Jacques
Farah Jacques, född 8 februari 1990, är en friidrottare från Kanada. Hon deltog vid olympiska sommarspelen 2016.